# Midyat (stad)
Midyat (Arabisch: مديات, Aramees: ܡܕܝܕ, Mëḏyaḏ, Koerdisch: Midyad) is een stad in het zuidoosten van Turkije. De stad is gelegen in het noorden van de regio Mesopotamië en telt 83.148 inwoners. Midyat ligt in het centrum van de Aramese regio Tur Abdin en speelt een cruciale rol in de cultuur en geschiedenis van de Arameeërs in de regio. 

## Geschiedenis
Inscripties uit de 9e eeuw v.Chr maken de eerste aantekeningen van de stad onder de naam Matiate wat stad der grotten betekent. Sindsdien is Midyat in haar lange geschiedenis geregeerd door diverse volkeren waaronder de Mitanni, Arameeërs, Perzen, Romeinen, Byzantijnen, Abbasiden, Seltsjoeken en de Ottomanen.
Volgens de christelijke tradities zouden de inwoners van Midyat reeds in de 1e eeuw door de apostelen Thomas en Thaddeus tot het christendom zijn bekeerd. Heidense gebedsplaatsen werden voortaan gebruikt als kerken en kloosters. De regio Tur Abdin begon aanvankelijk een grote rol te spelen in de verspreiding van het christendom.

### 1401-1500
Na de opkomst van het Timoeridenrijk aan het begin van de 15e eeuw onder leiding van de Turks-Mongoolse krijgsheer Timoer Lenk werd er een massamoord gepleegd op de christenen in de Tur Abdin regio in het jaar 1402. Honderden kerken en kloosters werden hierdoor verwoest. In 1478 werd Midyat het bisdom van de Syrisch-Orthodoxe Kerk.

### Ottomaanse Rijk
Onder het Ottomaanse rijk werd in 1810 de kaza (district) Midyat gevormd en in 1890 werd de stad verheven tot de status van stad. Onder het regime van de Ottomanen werd de discriminatie jegens christenen doorgezet; er werd hen een wapenverbod opgelegd en een hogere belastingdruk.
De Engelse missionaris George Percy Badger bezocht de stad in 1850 en beschreef Midyat als een grote stad bestaande uit 450 Aramese families die behoorden tot de Syrisch-orthodoxe Kerk. Badger stelde vast dat de stad een vijftal priesters had, zes kerken en één klooster. Volgens Badger leken de dorpelingen in goede tijdelijke omstandigheden te verkeren en spraken ze krachtig over hun successen tegen de Koerden om hun stad te beschermen. Een man wijzend naar zijn dolk, vertelde dat hij twintig moslims met dat wapen had gedood.
Aan het eind van de 19e eeuw werd Midyat bewoond door 8.000-12.000 Aramese christenen. Na de komst van Engelse en Amerikaanse missionarissen in de regio veranderde de religieuze structuur van de stad. Zo ontstond de bloei van de Syrisch-Katholieke Kerk en Syrisch-Protestantse Kerk waar prominente en invloedrijke Arameeërs uit de stad zich bij aansloten. De Syrisch-Katholieke geleerde Isaac Armalet rapporteerde in zijn reisverslag tijdens zijn bezoek aan Midyat in 1913 dat de populatie van Midyat bestaat uit 1.400 Syrisch-Orthodoxe, 80 Syrisch-Protestantse en 30 Syrisch-Katholieke families.

### Aramese Genocide
Aan het begin van 1915 overwogen christenen in Midyat zich voor te bereiden op verzet nadat ze hoorden over bloedbaden elders, maar de lokale Syrisch-orthodoxe gemeenschap weigerde aanvankelijk dit te steunen. Hanne Safar Pasha, de Aramese leider van Midyat werd overgehaald om een opstand die andere christelijke leiders in de stad wilden organiseren niet te steunen. Kort daarna werd Safar vermoord nadat alle mannelijke leden van de pacifistische protestantse Hermez-familie waren vermoord. Eind juni verdween kaymakam Nuri Bey, waarschijnlijk geëxecuteerd door Mehmed Reshid nadat hij had geweigerd plaatselijke christenen af te slachten. Na dichterbij komende berichten over afslachtingen in de regio Tur Abdin raakten de Syrisch-orthodoxen in paniek. Lokale mensen weigerden hun wapens in te leveren, vielen regeringskantoren aan en sneden telegraaflijnen door; lokale Arabische en Koerdische stammen werden gerekruteerd om de christenen aan te vallen. De stad werd begin augustus gepacificeerd na weken van bloedige stadsoorlog waarbij duizenden christenen om het leven kwamen. 
Telegrammen gestuurd vanuit de Keizerlijk Duitse Ambassade in Constantinopel in juli 1915 schreven:

Sinds het begin van de maand juli 1915 heeft Rashid Bey, de vali van Diyarbakir, de systematische uitroeiing van de christelijke bevolking van het district onder zijn gezag geïnitieerd, zonder onderscheid van ras of stroming, ... als gevolg waarvan ... de christelijke bevolking tussen Mardin en Midyat in opstand is gekomen tegen de regering en het telegraafnetwerk heeft vernietigd.

Getuigenis van een genocide overlevende in Midyat:

Op de markt van Midyat was een plaats genaamd Shafqo, vlak bij het huis van de [protestantse] familie Nateqo. Daar zag ik hoe Turkse soldaten kleine christelijke jongens doodden. Ze gooiden de jongens [van het dak] van het hoge gebouw naar beneden zodat ze onmiddellijk stierven. Veel christelijke deportatiekonvooien kwamen aan in Midyat, en ze bestonden uit vrouwen en kinderen. Deze werden naar de binnenplaats van de moskee gebracht, waar het al snel druk werd. Om het aantal gijzelaars te verminderen, verzamelden de Turkse strijdkrachten de jongens, ongeveer 500-600 in aantal. Ze bevalen hen om met hun gezicht naar beneden te gaan liggen. Daarna pakten ze een paar dikke stokken en sloegen die op hun hoofd. Daarna reden veertig tot vijftig Turkse soldaten te paard heen en weer over de hoofden van de jongens tot ze dood waren.

### Recente geschiedenis
In 2020 werd er in Midyat de grootste ondergrondse stad ter wereld gevonden die de antieke naam (Matiate; stad der grotten) bevestigd. Vermoed wordt dat er tussen de 60-70.000 mensen gewoond hebben. Tijdens de opgravingen zijn er christelijke gebedshuizen, waterputten en doorgangen met gangen gevonden in de ondergrondse stad. Deskundigen vonden ook artefacten die dateren uit de 2e en 3e eeuw na Christus in verschillende delen van de stad.

## Cultuur

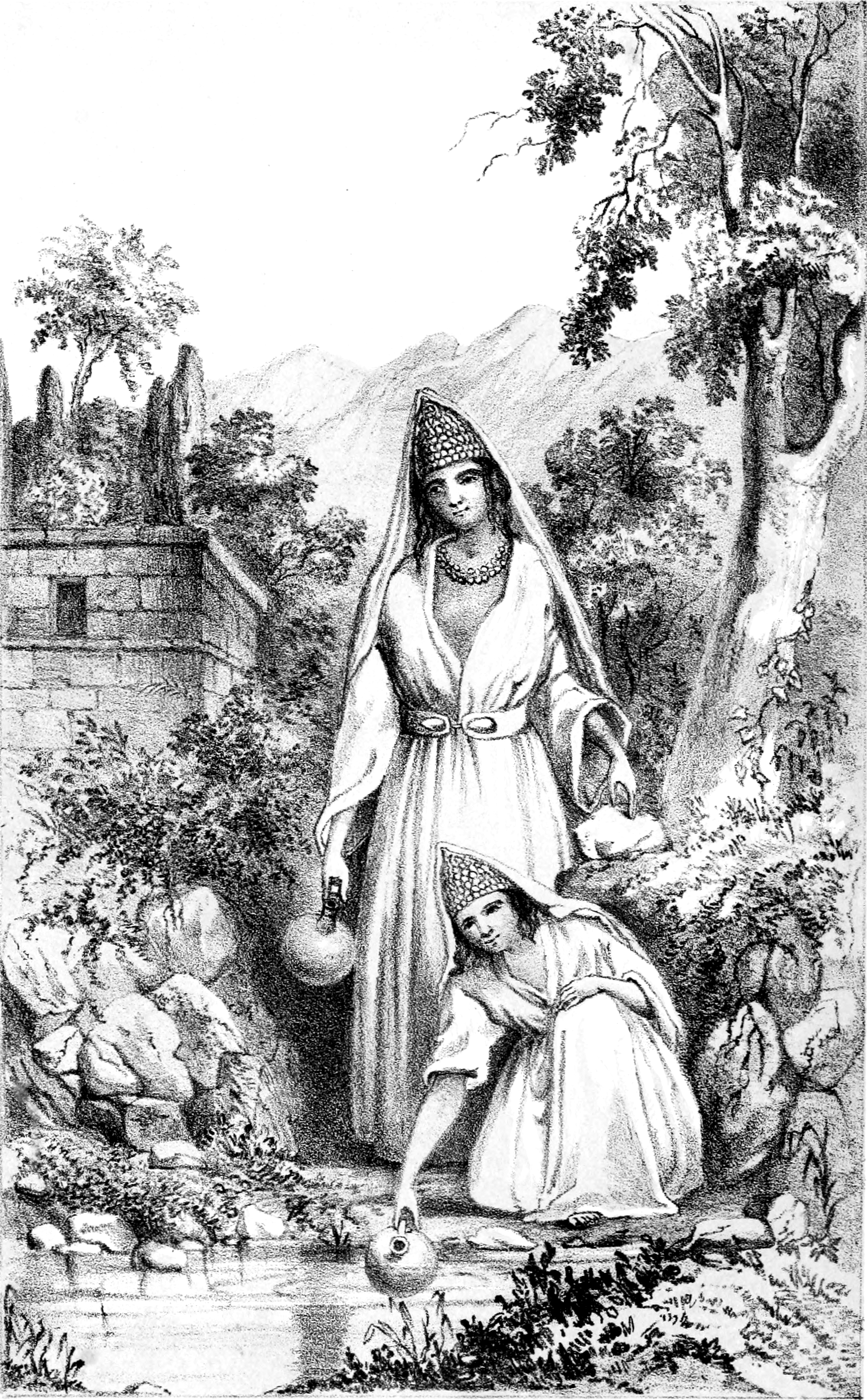
Aramese traditionele kledij in Midyat, 1850 (George Percy Badger)

Midyat staat bekend om zijn witte kalksteen en steengravures op huizen, kerken en prominente historische gebouwen. Alle bouwwerken zijn voorzien van dikke muren om ze koel te houden in de zomer en warm in de winter. In de loop der tijd zijn de stenen van de buitenwanden verkleurd naar een soort goudbruine tint. Rondom de bebouwing liggen vele druivengaarden. De oogst hiervan wordt voornamelijk gebruikt voor de wijnbouw. De stad kent verder een actieve handel in Telkari een vorm van fijn goudsmeedwerk dat kenmerkend is voor de regio.
De Engelse missionaris George Percy Badger rapporteerde in zijn reisverslag dat de kleding van de christenen in het district bestaat uit wijde wollen shalwar (wijde trousers), een gekleurd vest van dezelfde stof, om het middel gebonden met een gordel waarin een dolk wordt gedragen, een lange zwarte en wit jasje, een puntige vilten muts en een grote donkere mousseline tulband bedekt met rode vlekken. De vrouwelijke kleding wordt door Badger beschreven als een shalwar (wijde trousers) en een rood gewaad dat enigszins lijkt op een koorhemd, waarvan de lange mouwen aan elkaar zijn gebonden en achter de schouders worden geworpen. Deze wordt aan het middel vastgemaakt door een smalle gordel met twee grote zilveren siersluitingen. De hoofdtooi is kenmerkend voor deze delen, en lijkt qua vorm op een boogschuttershelm, gemaakt van een puntmuts en bedekt met grote stukken zilvergeld, op soortgelijke schubben gelegd, waarover, wanneer de drager het huis verlaat, er een lichte sluier gegooid wordt.

## Bevolking
Door de herhaaldelijke plunderingen door Mongoolse, Turkse en Koerdische stammen die de hoogvlakte van Tur Abdin binnendrongen is de Aramese-populatie sterk afgenomen in de regio. Aan het eind van de 14e, 19e en begin 20e eeuw culmineerden de vervolgingen in ernstige aanvallen en massamoorden. Daarom zochten veel Aramese families kort voor, tijdens en na de genocide van 1915 hun toevlucht in naburige Arabische landen waaronder Syrië en Libanon.

### Huidige demografie
Ondanks vervolging en discriminatie van de inheemse christelijke bevolking is de stad bewoond gebleven door Syrisch-orthodoxe gelovigen. Begin jaren zestig telde de stad meer dan 570 Syrisch-orthodoxe families, naast een minderheid van 30 Koerdisch-islamitische families.
Vanwege oplopende conflicten tussen de Turkse overheid en de PKK, evenals aanhoudende discriminatie van de lokale christelijke bevolking, nam het aantal Aramese families in Midyat sterk af. In de jaren zestig vertrokken veel van hen naar Europa en elders in de Aramese diaspora. De leeggekomen woonruimte werd opgevuld door Koerdische families van buiten de stad, die vanwege de gewelddadige confrontaties tussen de PKK en het Turkse leger naar Midyat uitweken.
De bevolkingssamenstelling van Midyat verschilt per stadsdeel. In het westen wonen voornamelijk Mhallami, terwijl in het oosten vooral Koerden en een kleine groep Syrisch-orthodoxe families verblijven. Anno 2020 telt Midyat nog ongeveer 50 Aramese families. De toename van het aantal Koerdische inwoners, van wie de meeste afkomstig zijn uit omliggende dorpen en steden, weerspiegelt de demografische verschuiving in de regio Tur Abdin.

## Geboren
- Isa Kahraman (1974), Nederlands politicus